# Eric Bristow
Eric Bristow, The Crafty Cockney, född 25 april 1957 i Hackney i London, död 5 april 2018 i Liverpool, var en brittisk dartspelare. Han vann VM i dart fem gånger, vilket fortfarande är ett rekord som står sig.

## Prestationer
Bristow blev en av de mest framgångsrika dartspelarna under 1980-talet då han låg först i världsrankningen från 1980 till 1987. Många har spekulerat i om han hade tur eftersom han hade varit aktiv under den tid då TV började visa ökat intresse för sporten under sent 1970-tal, då det första världsmästerskapet hade ägt rum 1978. Bristow hade inte bara en suverän talang för sporten, utan sades också ha en imponerande personlighet, vilket också kan ha bidragit till hans tidiga publicitet. Då Bristows personlighet kunde beskrivas som kaxig och arrogant, sågs han ofta trakassera och psyka sina motståndare. Publiken hördes ofta bua för Bristow när han stod på scen under tävlingar.